# Holešovická přístavní dráha

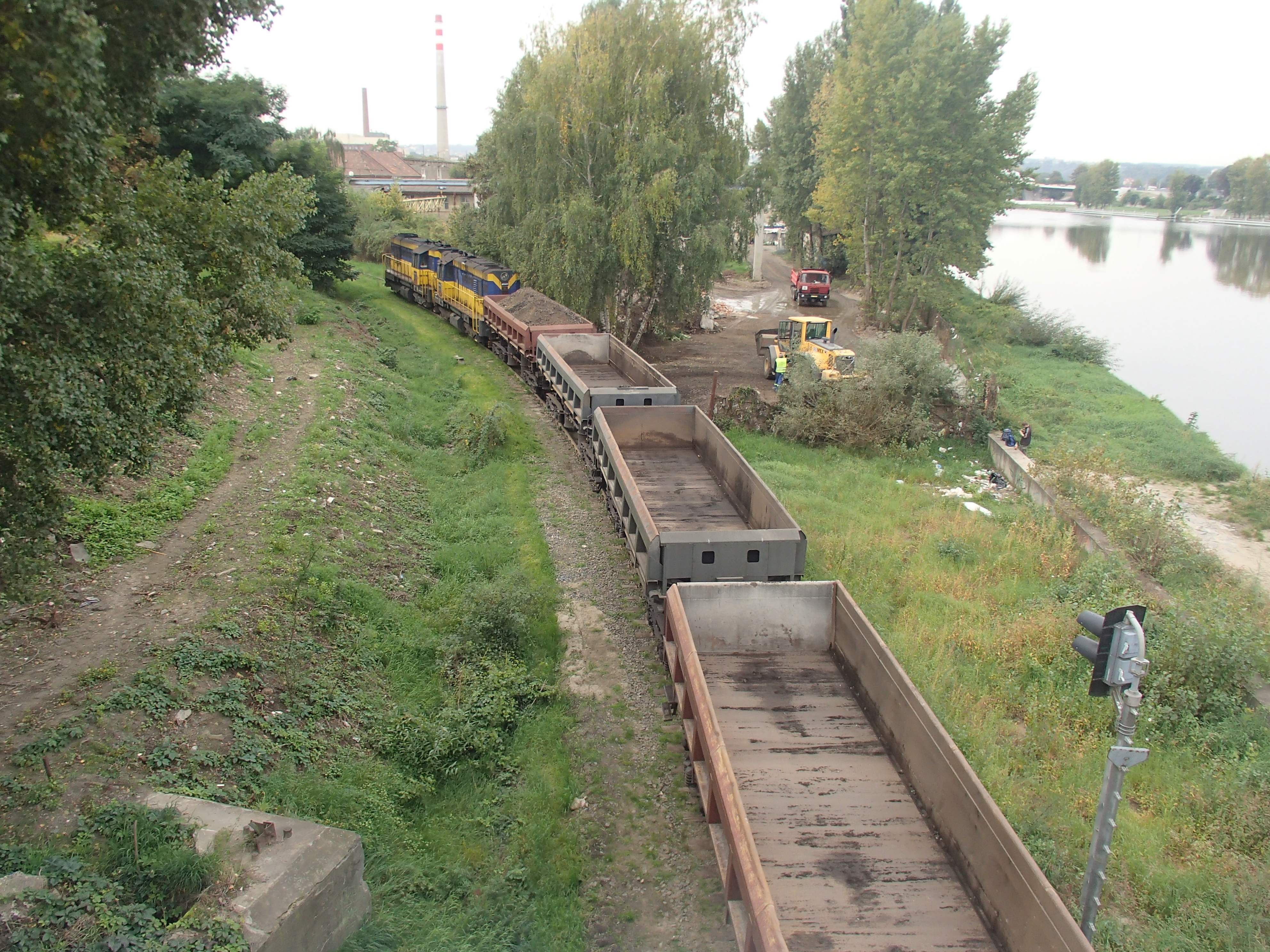
Nákladní vlak na Holešovické přístavní dráze v roce 2013, foceno z Mostu Barikádníků

Holešovická přístavní dráha byla železniční vlečka spojující nádraží Praha-Bubny a Holešovický přístav. Byla uvedena do provozu 6. června 1910 a zrušena mezi 25. červnem a 16. červencem roku 1998. V roce 2013 byla část dráhy obnovena a v roce 2015 definitivně zrušena.

## Trasa
Železnice vycházela se severní části bubenského nádraží, kde se v Plynární ulici křížila s tramvajovou tratí k vozovně Centrála v Holešovické elektrárně. Poté, co byla roku 1936 vybudována tramvajová trať procházející Argentinskou ulicí, přes Trojský most (dnes most Barikádníků) na Vychovatelnu, se vlečka křížila s tramvají ještě podruhé. Dále pokračovala Jankovcovou ulicí k přístavu. Ze severního bubenského zhlaví vedla ještě jedna větev do panelárny Prefa. Při budování nového nádraží Praha-Holešovice byla vlečka do Prefy propojena spojovací tratí s tímto nádražím. Na druhém konci tratě pokračovalo Nádraží Holešovice - překladiště úvratí a pod Libeňským mostem jako vlečka Tesly Holešovice.

## Využití dráhy
Dráha sice sloužila především k dopravě nákladu z Holešovického přístavu, ale byly na ni napojeny i vlečky z ostatních přilehlých podniků. Počátkem osmdesátých obsluhovala podniky Pergamenka, Hutní odbytová základna, Správa spojů, SUPRO, Pražské pekárny a mlýny, Čisticí stanice osiv, Prefa, Tesla Holešovice, Rybena a Domácí potřeby.

## Provoz na dráze
Pro větší bezpečnost obě křížení s tramvajovou tratí hlídali dva železniční zřízenci, kteří praporkem nebo lampou zastavovali provoz při průjezdu vlaku po trati. Ty pro vzrůstající silniční provoz nahradila v druhé polovině šedesátých let světelná signalizace.

## Zánik dráhy
Od roku 1986, kdy byla vlečka z přístavu zakončena na Holešovickém nádraží, ztrácel úsek mezi bubenským nádražím a Argentinskou ulicí na významu. Křížení v Argentinské a poté i v Plynární ulici bylo zalito asfaltem. K poslednímu využití části vlečky mezi Argentinskou a Plynární došlo v roce 1991, kdy na ní byl vystaven salónní vůz prezidenta republiky T. G. Masaryka v rámci Všeobecné Československé výstavy. V roce 1998 bylo při rekonstrukce tramvajové tratě křížení rozebráno.
V září 2004 vydal Drážní úřad povolení ke zrušení vlečky na území se změněným územním plánem. Poté bylo zrušeno kolejiště v přístavu a vlečka Prefy. V roce 2013 bylo kolejiště v přístavu obnoveno. V roce 2015 byla vlečka v přístavu zrušena definitivně.
Na jaře 2021 byla v souvislosti s prodloužením podchodu odstraněna kolej vedoucí ze stanice Praha-Holešovice „do areálu správy tratí“. Kolej měla být nově ukončena zarážedlem v úrovni nástupišť.